# Los mareados
Los mareados es un tango compuesto por Juan Carlos Cobián que inicialmente se llamó Clarita. No tenía letra, que fue posteriormente agregada por Raúl Doblas y Alberto Weisbach cuando incluyeron el tango en su obra teatral titulada Los dopados que se estrenó el 4 de mayo de 1922 en el teatro Porteño de la ciudad de Buenos Aires. En ese momento pasó a llamarse igual que la obra y con ese nombre fue grabado el 13 de enero de 1924 con la voz de Roberto Díaz acompañado en el piano por el propio Cobián y Agesilao Ferrazano en violín para el sello Victor y también por Osvaldo Fresedo en forma instrumental para el mismo sello el 20 de mayo de 1922.

## Otras grabaciones y letras
Más adelante Aníbal Troilo que, al parecer, conocía la grabación de Fresedo pero ignoraba que ya había una letra, le pidió otra a Enrique Cadícamo y con la misma y el nuevo nombre de Los mareados lo grabó para el sello Víctor con la voz de Francisco Fiorentino el 15 de junio de 1942. La censura provocó otro cambio de letra y de nombre, que pasa a ser En mi pasado pero luego de unos años vuelve a llamarse Los mareados, nombre que fue el que finalmente prevaleció. Con el nombre de Los mareados y la letra de Enrique Cadícamo se hicieron numerosas grabaciones, tales como la de Osmar Maderna con la voz de Adolfo Rivas también para Victor  (marzo de 1951), la orquesta de Carlos García y la voz de Héctor Pacheco para Odeón (1960); la orquesta de Mario Demarco y la voz de Edmundo Rivero para Philips (1968); la orquesta de Osvaldo Requena en la voz de Susana Rinaldi para Trova (1976); la orquesta de Alberto Di Paulo y la voz de Aída Denis para Embassy (1977); la orquesta de Osvaldo Requena y la voz de Floreal Ruiz para Microfón, Mercedes Sosa, y otras muchas orquestas.

## Las  letras
La letra de Los dopados de Raúl Doblas y Alberto Weisbach era:
Pobre piba, entre dos copas
tus amores han logrado:
triste hazaña de un dopado
que hoy festeja el cabaret.
Ya no sufres, ya no sientes.
El champán mató tu almita
y en tu pecho no palpitan
ni nostalgias ni tristezas
por lo que fue".
La letra de Enrique Cadícamo, con el nombre de Los mareados que es la más difundida actualmente, comienza:
Rara...
como encendida
te hallé bebiendo
linda y fatal...
Bebías
y en el fragor del champán,
loca, reías por no llorar.
A partir de 1943 dentro de una campaña iniciada por el gobierno militar que obligó a suprimir el lenguaje lunfardo, como así también cualquier referencia a la embriaguez o expresiones que en forma arbitraria eran consideradas inmorales o negativas para el idioma o para el país, el tango pasa a llamarse En mi pasado y Cadícamo debe modificar el texto para que se permita su difusión. Si bien reproduce la tercera parte, modifica totalmente las dos primeras. De esta versión sólo hay una grabación realizada en aquel tiempo por al cantante Andrés Falgás. El nuevo inicio es el siguiente:
Separémonos sin llanto
y esta escena no alarguemos.
Es preciso que cortemos
mas te quiero tanto y tanto.
Las restricciones continuaron al asumir el gobierno constitucional del general Perón y en 1949 directivos de Sadaic le solicitaron al administrador de Correos y Telecomunicaciones en una entrevista que se las anularan, pero sin resultado. Obtuvieron entonces una audiencia con Perón, que se realizó el 25 de marzo de 1949, y el presidente –que afirmó que ignoraba la existencia de esas directivas- las dejó sin efecto y Los mareados al igual que otros muchos tangos pudo volver a su nombre y letra anteriores si bien por temor de los músicos algunas piezas, como el tango Al pie de la Santa Cruz y la Milonga del 900, siguieron ejecutándose con modificaciones en las partes a las que se podía asignar contenido político.

## Los autores
Juan Carlos Cobián fue un destacado compositor, director de orquesta, pianista y letrista de tango argentino que nació en Pigüé,  Provincia de Buenos Aires,  el 31 de mayo de 1896 y murió en Buenos Aires el 10 de diciembre de 1953. Era un innovador como ejecutante y como compositor. Cuando compuso Salomé inició junto a Enrique Pedro Delfino, creador del tango Sans Souci la tendencia innovadora del "tango romanza".
Enrique Cadícamo fue un poeta y escritor argentino, autor de numerosos tangos, algunos de los cuales son considerados clásicos del género. Nació en la ciudad de Luján en la provincia de Buenos Aires el 15 de julio de 1900 y falleció en Buenos Aires el 3 de diciembre de 1999.  Muy conocedor de la poesía de todos los tiempos, supo cantarle a los distintos aspectos de la vida y tanto el lunfardo como la poesía de alto vuelo.

## Un antecedente
En Los mareados, que ha sido considerado uno de los más hermosos tangos, varios comentaristas han destacado el hallazgo poético con el que arranca la última parte del mismo:
Hoy vas a entrar en mi pasado,
en el pasado de mi vida...
El investigador Ricardo Ostuni advierte en los versos la influencia del poeta Paul Géraldy, que considera un antecedente que influyó directamente en Cadícamo o que al menos lo inspiró en su verso. Paul Géraldy fue un poeta y dramaturgo francés cuyo nombre real era Paul Lefèvre que nació en París, Francia el 12 de mayo de 1885 y falleció en  Neuilly-sur-Seine del mismo país el 10 de marzo de 1983. Alcanzó gran popularidad en 1912 al publicar su segunda recopilación de poesías titulada Toi et moi, un conjunto de poemas livianos de corte romántico, inspirados por su gran amor, la bella cantante de ópera Germaine Lubin.
Uno de esos poemas, titulado Finale cuyo tema era la separación de dos amantes, tiene una línea en el cual el hombre le dice a la mujer:
"Ainsi, déjà, tu vas entrer dans mon passé,"
Cuya traducción literal  al español es:
"De este modo, tú vas a entrar ya en mi pasado,"
El estudioso Horacio Belmaña se pregunta si fue un secreto homenaje de Cadícamo a Geraldy o mera casualidad que ambos imaginaran la misma línea poética, y agrega que puede responderse diciendo simplemente, que esta coincidencia es obra de la propia retroalimentación que opera entre los poetas quienes se inspiran unos en otros